# Mexicobius hidalgoensis
Mexicobius hidalgoensis är en mångfotingart som beskrevs av Chamberlin 1915. Mexicobius hidalgoensis ingår i släktet Mexicobius och familjen stenkrypare. Inga underarter finns listade i Catalogue of Life.